# Designa Køkken-Knudsgaard/Saison 2012
Dieser Artikel listet Erfolge und Fahrer des Radsportteams Designa Køkken-Knudsgaard in der Saison 2012 auf.

## Platzierung in UCI-Ranglisten
| UCI Continental Circuit | Platz |
| ----------------------- | ----- |
| UCI Europe Tour 2012    | 124   |

## Mannschaft
| Name                           | Geburtstag        | Nationalität | Team 2011                             |
| ------------------------------ | ----------------- | ------------ | ------------------------------------- |
| Lenni Andersen                 | 20. Juli 1990     | Danemark     | Neoprofi                              |
| Nicolai Brøchner               | 4. Juli 1993      | Danemark     | Neoprofi                              |
| Morten Christensen             | 8. März 1986      | Danemark     | Team Energi Fyn                       |
| Mads Gregersen                 | 17. Mai 1993      | Danemark     | Neoprofi                              |
| Ricky Jørgensen                | 5. Juni 1989      | Danemark     | Team Concordia Forsikring-Himmerland  |
| Otto Kristensen (bis 10. März) | 7. November 1991  | Danemark     | Neoprofi                              |
| Mathias Lisson                 | 10. März 1990     | Danemark     | Team Designa Køkken-Blue Water (2010) |
| Jacob Gye Madsen               | 23. November 1989 | Danemark     | Christina Watches-Onfone              |
| Mads Meyer                     | 10. Januar 1990   | Danemark     | Team Concordia Forsikring-Himmerland  |
| Alexander Mørk                 | 15. Januar 1992   | Danemark     | Neoprofi                              |
| Rasmus Mygind                  | 8. Mai 1989       | Danemark     | Neoprofi                              |
| Nicolaj Olesen                 | 1. November 1988  | Danemark     | Team Energi Fyn                       |
| Nicolaj Sørensen               | 5. Februar 1985   | Danemark     | Team Energi Fyn                       |